# Gross-Titlis-Schanze
Il Gross-Titlis-Schanze è un trampolino situato sul monte Titlis presso Engelberg, in Svizzera.

## Storia
Inaugurato nel 1971 e più volte ricostruito, l'impianto ha ospitato la gara a squadre di salto con gli sci dei Campionati mondiali di sci nordico 1984, oltre a numerose gare della Coppa del Mondo di salto con gli sci.

## Caratteristiche
Il trampolino fa parte di un complesso che include anche il trampolino medio Klein-Titlis-Schanze. Il Gross-Titlis-Schanze ha un punto K 125, per cui è un trampolino lungo (HS 140); il primato ufficiale di distanza, 144 m, è stato stabilito dallo sloveno Domen Prevc nel 2016